# Persone di nome Sofia
| Questa pagina contiene informazioni ricavate automaticamente dalle voci biografiche con l'ausilio del template Bio e di un bot. L'aggiornamento è periodico e automatico e ricostruisce completamente la pagina. Se manca una persona in questa lista, sei pregato di non aggiungerla, ma accertati piuttosto che la sua voce biografica contenga il template Bio e che i dati anagrafici siano correttamente compilati. Se il template Bio manca, inseriscilo tu stesso o, in alternativa, metti l'avviso {{tmp\|Bio}} che ne segnala la mancanza. Se i dati riportati sono sbagliati, correggi direttamente la voce biografica; le modifiche saranno visibili in questa lista entro pochi giorni. Per chiarimenti vedi il progetto antroponimi. La lista contiene solo le 208 persone che sono citate nell'enciclopedia e per le quali è stato implementato correttamente il template Bio. Pagina aggiornata al 6 ago 2025. |

Questa è una lista di persone presenti nell'enciclopedia che hanno il nome Sofia, suddivise per attività principale.

## Archeologhe(1)
- Sofia Egkastrōmenou, archeologa greca (Atene, n. 1852 - Atene, † 1932)

## Attrici(15)
- Sofia Black-D'Elia, attrice statunitense (Clifton, n. 1991)
- Sofia Boutella, attrice e ballerina algerina (Algeri, n. 1982)
- Sofia Bryant, attrice finlandese (Los Angeles, n. 1999)
- Sofia Dionisio, attrice italiana (Roma, n. 1953)
- Sofia Escobar, attrice e soprano portoghese (Guimarães, n. 1984)
- Sofia Helin, attrice svedese (Hovsta, n. 1972)
- Sofia Hublitz, attrice statunitense (Richmond, n. 2000)
- Sophia Loren, attrice italiana (Roma, n. 1934)
- Sofia Mattsson, attrice svedese (Stoccolma, n. 1989)
- Sofia Milos, attrice e modella italiana (Zurigo, n. 1969)
- Sofia Ledarp, attrice svedese (Stoccolma, n. 1974)
- Sofia Pernas, attrice e ex modella marocchina (Fès, n. 1989)
- Sofia Shinas, attrice e cantante canadese (Windsor, n. 1970)
- Sofia Vassilieva, attrice, modella e doppiatrice statunitense (Minneapolis, n. 1992)
- Sofia Wylie, attrice, ballerina e modella statunitense (Scottsdale, n. 2004)

## Attrici pornografiche(1)
- Sofia Cucci, attrice pornografica rumena (Hunedoara, n. 1986)

## Badesse(1)
- Sofia I di Gandersheim, badessa tedesca (n. 975 - † 1039)

## Calciatrici(7)
- Sofia Bertucci, calciatrice italiana (Torino, n. 2004)
- Sofia Cantore, calciatrice italiana (Lecco, n. 1999)
- Sofia Colombo, calciatrice italiana (Bergamo, n. 2001)
- Sofia Del Stabile, calciatrice italiana (Gorizia, n. 1998)
- Sofia Kongoulī, calciatrice greca (Larissa, n. 1991)
- Sofia Lundgren, ex calciatrice svedese (Umeå, n. 1982)
- Sofia Meneghini, calciatrice italiana (Verona, n. 2000)

## Canottiere(1)
- Sofia Corban, ex canottiera romena (n. 1956)

## Cantanti(6)
- Sophya Baccini, cantante, pianista e paroliera italiana (Napoli)
- Sofia Essaïdi, cantante e attrice marocchina (Casablanca, n. 1984)
- Sofia Vitória, cantante portoghese (Setúbal, n. 1979)
- Sofia Jannok, cantante svedese (Gällivare, n. 1982)
- Sofia Karlsson, cantante svedese (Enskede, n. 1975)
- Sofia Mestari, cantante francese (Casablanca, n. 1980)

## Cantautrici(1)
- Sofia Isella, cantautrice statunitense (Los Angeles, n. 2005)

## Centenarie(1)
- Sofia Kritikou, centenaria greca (Grecia, n. 1895 - Israele, † 1995)

## Cestiste(4)
- Sofia Kligkopoulou, ex cestista e allenatrice di pallacanestro greca (Il Pireo, n. 1970)
- Sofia Kyriakopoulou, ex cestista greca (Amarousio, n. 1981)
- Sofia Marangoni, cestista italiana (Verona, n. 1995)
- Sofia Vinci, ex cestista e dirigente sportiva italiana (Siracusa, n. 1966)

## Cicliste su strada(1)
- Sofia Bertizzolo, ciclista su strada e pistard italiana (Bassano del Grappa, n. 1997)

## Contralti(1)
- Sofia Scalchi, contralto italiana (Torino, n. 1850 - Roma, † 1922)

## Discobole(1)
- Sofia Larsson, discobola svedese (n. 1988)

## Fondiste(2)
- Sofia Bleckur, ex fondista svedese (Rättvik, n. 1984)
- Sofia Henriksson, fondista svedese (Piteå, n. 1994)

## Giavellottiste(1)
- Sofia Sakorafa, ex giavellottista e politica greca (Trikala, n. 1957)

## Ginnaste(5)
- Sofia Bonistalli, ex ginnasta italiana (Empoli, n. 1998)
- Sofia Busato, ginnasta italiana (Como, n. 2000)
- Sofia Lodi, ex ginnasta italiana (Brescia, n. 1998)
- Sofia Raffaeli, ginnasta italiana (Chiaravalle, n. 2004)
- Sofia Tonelli, ginnasta italiana (Empoli, n. 2007)

## Giocatrici di calcio a 5(1)
- Sofia Luciani, ex giocatrice di calcio a 5 e ex calciatrice italiana (Macerata, n. 1993)

## Imperatrici(3)
- Sofia Paleologa, imperatrice bizantina (Casale Monferrato, n. 1399 - Torino, † 1434)
- Sofia, imperatrice bizantina
- Sofia Dorotea di Württemberg, imperatrice (Stettino, n. 1759 - Pavlovsk, † 1828)

## Incisori(1)
- Sofia Ahlbom, incisore, scrittrice e fotografa svedese (Västerås, n. 1803 - Stoccolma, † 1868)

## Lottatrici(1)
- Sofia Mattsson, lottatrice svedese (Gällivare, n. 1989)

## Medici(1)
- Sofia Schafranov, medico e superstite dell'Olocausto russa (Jalta, n. 1891 - Roma, † 1994)

## Mezzofondiste(2)
- Sofia Ennaoui, mezzofondista polacca (Ben Guerir, n. 1995)
- Sofia Thøgersen, mezzofondista e ostacolista danese (n. 2005)

## Modelle(5)
- Sofia Bruscoli, modella, showgirl e conduttrice televisiva italiana (Cattolica, n. 1988)
- Sofia Hellqvist, ex modella svedese (Danderyd, n. 1984)
- Sofía Mazagatos, modella spagnola (Madrid, n. 1973)
- Sofia Richie, modella statunitense (Los Angeles, n. 1998)
- Sofia Trimarco, modella italiana (Buccino, n. 1999)

## Nobildonne(14)
- Sofia Carolina von Camas, nobildonna prussiana (Berlino, n. 1686 - Castello di Schönhausen, † 1766)
- Sophie Chotek von Chotkowa, nobildonna ceca (Stoccarda, n. 1868 - Sarajevo, † 1914)
- Sofia di Württemberg, nobildonna tedesca (Stoccarda, n. 1563 - Vacha, † 1590)
- Sofia Edvige di Brunswick-Lüneburg, nobildonna tedesca (Wolfenbüttel, n. 1592 - Arnhem, † 1642)
- Sofia di Assia-Kassel, nobildonna tedesca (Kassel, n. 1615 - Bückeburg, † 1670)
- Sofia Federica di Thurn und Taxis, nobildonna tedesca (Ratisbona, n. 1758 - † 1800)
- Maria di Baden, nobildonna tedesca (Baden-Baden, n. 1865 - Baden-Baden, † 1939)
- Sofia Carlotta di Brandeburgo-Bayreuth, nobildonna tedesca (n. 1713 - † 1747)
- Sofia di Colfosco, nobildonna italiana (Valmareno, † 1175)
- Sofia di Henneberg, nobildonna tedesca († 1372)
- Sofia di Polonia, nobildonna polacca (Cracovia, n. 1464 - Ansbach, † 1512)
- Sofia di Savoia, nobildonna italiana (n. 1165 - † 1202)
- Sofia Elisabetta di Schleswig-Holstein-Sonderburg-Wiesenburg, nobildonna tedesca (Homburg vor der Höhe, n. 1653 - Schleusingen, † 1684)
- Sofia Carlotta di Württemberg, nobildonna tedesca (Stoccarda, n. 1671 - Allstedt, † 1717)

## Nobili(27)
- Sofia Margherita di Anhalt-Bernburg, nobile (Amberg, n. 1615 - Dessau, † 1673)
- Sofia Luisa di Anhalt-Bernburg, nobile (Bernburg, n. 1732 - Baruth, † 1786)
- Sofia Cristina di Anhalt-Bernburg-Schaumburg-Hoym, nobile (Zeitz, n. 1710 - Neustadt an der Orla, † 1784)
- Sofia Carlotta di Anhalt-Bernburg-Schaumburg-Hoym, nobile (Castello di Schaumburg, n. 1743 - Birstein, † 1781)
- Sofia Augusta di Anhalt-Zerbst, nobile (Zerbst, n. 1663 - Weimar, † 1694)
- Sofia Eleonora d'Assia-Darmstadt, nobile (Darmstadt, n. 1634 - Bingenheim, † 1663)
- Sofia Maria d'Assia-Darmstadt, nobile (Darmstadt, n. 1661 - Gotha, † 1712)
- Sofia Johansdotter Gyllenhielm, nobile svedese (n. 1559 - † 1583)
- Sofia Dorotea di Schleswig-Holstein-Sonderburg-Glücksburg, nobile tedesca (Glücksburg, n. 1636 - Karlsbad, † 1689)
- Sofia Carlotta di Oldenburg, nobile tedesca (Oldenburg, n. 1879 - Westerstede, † 1964)
- Sofia di Bar, nobile († 1093)
- Sofia di Landsberg, nobile tedesca († 1318)
- Sofia di Baviera, nobile tedesca (n. 1105 - † 1145)
- Sofia di Winzenburg, nobile tedesca (Winzenburg, n. 1105 - † 1160)
- Sofia d'Ungheria, nobile ungherese († 1125)
- Sofia d'Ungheria, nobile ungherese († 1161)
- Sofia del Palatinato, nobile (L'Aia, n. 1630 - Hannover, † 1714)
- Sofia di Turingia, nobile tedesca (Wartburg, n. 1224 - Marburgo, † 1275)
- Sofia Enrichetta di Waldeck, nobile tedesca (Arolsen, n. 1662 - Erbach, † 1702)
- Sofia di Wittelsbach, nobile tedesca (Kelheim, n. 1170 - Eisenach, † 1238)
- Sofia Cristiana di Wolfstein, nobile tedesca (Mühlhausen, n. 1667 - Castello di Fredensborg, † 1737)
- Sofia d'Asburgo-Lorena, nobile austriaca (Laxenburg, n. 1855 - Buda, † 1857)
- Sofia di Baviera, nobile tedesca (n. 1376 - Bratislava, † 1428)
- Sofia Elena Beatrice di Borbone-Francia, nobile francese (Reggia di Versailles, n. 1786 - Versailles, † 1787)
- Sofia Antonia di Brunswick-Wolfenbüttel, nobile tedesca (Wolfenbüttel, n. 1724 - Coburgo, † 1802)
- Sofia di Hohenzollern, nobile (Königsberg, n. 1582 - Goldingen, † 1610)
- Sofia Angelica di Württemberg-Oels, nobile tedesca (Bernstadt, n. 1677 - Pegau, † 1700)

## Nuotatrici(2)
- Sofia Malkogeorgou, nuotatrice artistica greca (n. 1998)
- Sofia Mastroianni, nuotatrice artistica italiana (Desio, n. 2001)

## Pallanuotiste(1)
- Sofia Giustini, pallanuotista italiana (Arenzano, n. 2003)

## Pallavoliste(5)
- Sofia Arimattei, pallavolista italiana (Roma, n. 1981)
- Sofia D'Odorico, pallavolista italiana (Palmanova, n. 1997)
- Sofia Devetag, pallavolista italiana (Castel San Pietro Terme, n. 1993)
- Sofia Monza, pallavolista italiana (Rho, n. 2002)
- Sofia Valoppi, pallavolista italiana (Roma, n. 2003)

## Pedagogiste(1)
- Sofia Corradi, pedagogista italiana (Roma, n. 1934)

## Pittrici(3)
- Sofia Adlersparre, pittrice svedese (Mörbylånga, n. 1808 - Stoccolma, † 1862)
- Sofia Cacherano di Bricherasio, pittrice e filantropa italiana (Torino, n. 1867 - San Secondo di Pinerolo, † 1950)
- Sofia Giordano, pittrice italiana (Torino, n. 1778 - † 1829)

## Politiche(1)
- Sofia Amoddio, politica italiana (Sortino, n. 1964)

## Politologhe(1)
- Sofia Ventura, politologa e saggista italiana (Bologna, n. 1964)

## Principesse(38)
- Sofia di Baden, principessa tedesca (Karlsruhe, n. 1834 - Detmold, † 1904)
- Sofia di Baviera, principessa tedesca (Monaco di Baviera, n. 1967)
- Sofia di Brandeburgo-Ansbach, principessa tedesca (Ansbach, n. 1535 - Legnica, † 1587)
- Sofia Carolina di Brandeburgo-Kulmbach, principessa tedesca (Weferlingen, n. 1705 - Palazzo di Sorgenfri, † 1764)
- Sofia di Brunswick-Lüneburg, principessa (Celle, n. 1563 - Norimberga, † 1639)
- Sofia di Grecia, principessa greca (Corfù, n. 1914 - Monaco di Baviera, † 2001)
- Sofia Augusta di Holstein-Gottorp, principessa (Gottorp, n. 1630 - Coswig, † 1680)
- Sofia Esterházy-Liechtenstein, principessa austriaca (Vienna, n. 1798 - Vienna, † 1869)
- Sofia di Lussemburgo, principessa lussemburghese (Colmar-Berg, n. 1902 - Monaco di Baviera, † 1941)
- Sofia Federica di Meclemburgo-Schwerin, principessa tedesca (Schwerin, n. 1758 - Palazzo di Sorgenfri, † 1794)
- Sofia di Pomerania-Wolgast, principessa (n. 1460 - Wismar, † 1504)
- Sofia di Romania, principessa rumena (Acharnes, n. 1957)
- Sofia Guglielmina di Sassonia-Coburgo-Saalfeld, principessa (Saalfeld, n. 1693 - Rudolstadt, † 1727)
- Sofia Edvige di Sassonia-Merseburg, principessa tedesca (Merseburg, n. 1660 - Saalfeld, † 1686)
- Sofia di Sassonia-Weissenfels, principessa sassone (Halle, n. 1654 - Zerbst, † 1724)
- Sofia Albertina di Svezia, principessa e religiosa svedese (Stoccolma, n. 1753 - Stoccolma, † 1829)
- Sofia Edvige di Danimarca, principessa danese (Copenaghen, n. 1677 - Copenaghen, † 1735)
- Sofia Carlotta di Schleswig-Holstein-Sonderburg-Beck, principessa tedesca (Shlodien, n. 1722 - Amburgo, † 1763)
- Sofia di Sassonia, principessa sassone (Dresda, n. 1587 - Stettino, † 1635)
- Sofia Jagellona, principessa polacca (Cracovia, n. 1522 - Schöningen, † 1575)
- Sofia d'Ungheria, principessa ungherese († 1095)
- Sofia Adelaide in Baviera, principessa tedesca (Possenhofen, n. 1875 - Seefeld, † 1957)
- Sofia Cristiana Luisa di Brandeburgo-Bayreuth, principessa tedesca (Weferlingen, n. 1710 - Bruxelles, † 1739)
- Sofia Dorotea di Celle, principessa tedesca (Celle, n. 1666 - Ahlden, † 1726)
- Sofia Elisabetta di Brandeburgo, principessa tedesca (Halle, n. 1616 - Altenburg, † 1650)
- Sofia di Hannover, principessa (Buckingham Palace, n. 1777 - Kensington Palace, † 1848)
- Sofia del Liechtenstein, principessa austriaca (Vienna, n. 1837 - Zell am See, † 1899)
- Sofia di Borbone-Spagna, principessa spagnola (Madrid, n. 2007)
- Sofia di Lituania, principessa lituana (n. 1371 - † 1453)
- Sofia Vasa, principessa svedese (Örebro, n. 1547 - Ekolsund, † 1611)
- Sofia Carolina Maria di Brunswick-Wolfenbüttel, principessa (Braunschweig, n. 1737 - Erlangen, † 1817)
- Sofia di Borbone-Francia, principessa francese (Versailles, n. 1734 - Versailles, † 1782)
- Sofia Amalia di Nassau-Siegen, principessa tedesca (n. 1650 - Jelgava, † 1688)
- Sofia Dorotea di Prussia, principessa prussiana (Berlino, n. 1719 - Schwedt, † 1765)
- Sofia di Sassonia, principessa tedesca (Dresda, n. 1845 - Monaco di Baviera, † 1867)
- Sofia di Sassonia-Coburgo-Saalfeld, principessa (Coburgo, n. 1778 - Tuschimitz, † 1835)
- Sofia di Schönburg-Waldenburg, principessa (Potsdam, n. 1885 - Fântânele, † 1936)
- Sofia Guglielmina di Svezia, principessa svedese (Stoccolma, n. 1801 - Karlsruhe, † 1865)

## Registe(1)
- Sofia Coppola, regista, sceneggiatrice e attrice statunitense (New York, n. 1971)

## Rugbiste a 15(2)
- Sofia Rolfi, rugbista a 15 italiana (Brescia, n. 2001)
- Sofia Stefan, rugbista a 15 italiana (Padova, n. 1992)

## Sante(2)
- Santa Sofia, santa romana (Roma)
- Santa Sofia, santa romana (Bisanzio - Pantalica, † 221)

## Sceneggiatrici(1)
- Sofia Scandurra, sceneggiatrice, regista e scrittrice italiana (Roma, n. 1937 - Roma, † 2014)

## Schermitrici(1)
- Sofia Ciaraglia, schermitrice italiana (Roma, n. 1995)

## Sciatrici alpine(2)
- Sofia Goggia, sciatrice alpina italiana (Bergamo, n. 1992)
- Sofia Pizzato, ex sciatrice alpina italiana (Padova, n. 1998)

## Scrittrici(1)
- Sofia Bisi Albini, scrittrice e giornalista italiana (Milano, n. 1856 - Rapallo, † 1919)

## Siepiste(1)
- Sofia Assefa, siepista etiope (Addis Abeba, n. 1987)

## Snowboarder(1)
- Sofia Belingheri, snowboarder italiana (Bergamo, n. 1995)

## Sovrane(14)
- Sofia Alšėniškė, sovrana lituana (n. 1405 - Cracovia, † 1461)
- Sofia di Meclemburgo-Güstrow, regina (Wismar, n. 1557 - Nyköping, † 1631)
- Sofia Amalia di Brunswick-Lüneburg, sovrana danese (Herzberg am Harz, n. 1628 - Copenaghen, † 1685)
- Sofia Carlotta di Hannover, regina (Bad Iburg, n. 1668 - Hannover, † 1705)
- Sofia Maddalena di Brandeburgo-Kulmbach, regina (Lauf an der Pegnitz, n. 1700 - Copenaghen, † 1770)
- Sofia Luisa di Meclemburgo-Schwerin, regina (Grabow, n. 1685 - Schwerin, † 1735)
- Sofia Dorotea di Hannover, regina (Hannover, n. 1687 - Berlino, † 1757)
- Sofia di Grecia, regina greca (Psichiko, n. 1938)
- Sofia d'Orange-Nassau, sovrana olandese (L'Aia, n. 1824 - Weimar, † 1897)
- Sofia di Danimarca, regina danese (n. 1241 - † 1286)
- Sofia di Minsk, sovrana russa († 1198)
- Sofia di Nassau, regina tedesca (Biebrich, n. 1836 - Stoccolma, † 1912)
- Sofia di Pomerania, regina (Stettino, n. 1498 - Kiel, † 1568)
- Sofia di Württemberg, sovrana olandese (Stoccarda, n. 1818 - L'Aia, † 1877)

## Storiche(1)
- Sofia Boesch Gajano, storica italiana (Roma, n. 1934)

## Storiche della filosofia(1)
- Sofia Vanni Rovighi, storica della filosofia italiana (San Lazzaro di Savena, n. 1908 - Bologna, † 1990)

## Surfiste(1)
- Sofia Tomasoni, surfista italiana (Bologna, n. 2002)

## Tenniste(4)
- Sofia Costoulas, tennista belga (Genk, n. 2005)
- Sofia Kenin, tennista statunitense (Mosca, n. 1998)
- Sofia Samavati, tennista danese (Danimarca, n. 2000)
- Sofia Šapatava, tennista georgiana (Tbilisi, n. 1989)

## Veliste(1)
- Sofia Bekatōrou, ex velista greca (Atene, n. 1977)

## Youtuber(1)
- Sofia Viscardi, youtuber e scrittrice italiana (Milano, n. 1998)

## Senza attività specificata(17)
- Emma Dahlström, ex sciatrice freestyle svedese (Torsby, n. 1992)
- Sofia Albertina di Erbach-Erbach, contessa tedesca (Erbach, n. 1683 - Eisfeld, † 1742)
- Sofia Ionescu, chirurga e neurologa rumena (Fălticeni, n. 1920 - † 2008)
- Sofia Amalia Moth, danese (n. 1654 - Selandia, † 1719)
- Sofia di Pomerania-Stolp, duchessa tedesca (n. 1435 - † 1497)
- Sofia Maddalena di Danimarca, danese (Copenaghen, n. 1746 - Stoccolma, † 1813)
- Sofia Luisa di Württemberg (Stoccarda, n. 1642 - Bayreuth, † 1702)
- Sofia Eleonora di Sassonia (Dresda, n. 1609 - Darmstadt, † 1671)
- Sofia Carlotta d'Assia-Kassel, duchessa (Kassel, n. 1678 - Bützow, † 1749)
- Sofia di Sassonia-Weissenfels, duchessa (Weißenfels, n. 1684 - Rosswald, † 1752)
- Sofia di Brandeburgo, tedesca (Zechlin, n. 1568 - Colditz, † 1622)
- Sofia Carlotta di Baviera, duchessa (Monaco di Baviera, n. 1847 - Parigi, † 1897)
- Sofia di Baviera, tedesca (Monaco di Baviera, n. 1805 - Vienna, † 1872)
- Sofia di Rheineck, contessa (Gerusalemme, † 1176)
- Sofia di Holstein-Gottorp, duchessa (Gottorp, n. 1569 - Schwerin, † 1634)
- Amalia di Sassonia-Hildburghausen, duchessa (Hildburghausen, n. 1732 - Öhringen, † 1799)
- Sofia Elisabetta di Schleswig-Holstein, contessa danese (Skanderborg, n. 1619 - Boller, † 1657)